# Neobostra ferruginealis
Neobostra ferruginealis är en fjärilsart som beskrevs av George Francis Hampson 1906. Neobostra ferruginealis ingår i släktet Neobostra och familjen mott. Inga underarter finns listade i Catalogue of Life.